# Laserluca
laserluca (vormals bekannt als Luca Concrafter oder schlicht Luca; * 21. Februar 1996 in Rheda-Wiedenbrück als Luca Tilo Scharpenberg) ist ein deutscher Webvideoproduzent, Podcaster und Influencer. Er veröffentlicht Let’s Plays, Comedyvideos, Reactions, Vlogs und Unboxingvideos auf YouTube und TikTok. Zudem ist er auf Instagram und Snapchat aktiv und streamte früher auf Twitch. Er betreibt seit 2019 den Podcast Dick & Doof mit selfiesandra, welcher jede Woche auf RTL+ und eine Woche später auf Spotify, da aber ohne Video, erscheint.

## Karriere

### YouTube

#### laserluca
Scharpenberg eröffnete seinen YouTube-Kanal ConCrafter (später ConCrafter | Luca, Luca und laserluca) am 1. August 2011. Er lud zunächst hauptsächlich Let’s Plays über das Spiel Minecraft hoch. Seit Mitte 2015 erschienen auch Videos von anderen Spielen, vorzugsweise Indie-Games, die Minecraft in den Hintergrund drängten. Mitte 2016 änderte sich sein Kanalinhalt stark. Es folgten zunehmend Challenges, Vlogs und Comedy-Videos. Die Let’s Plays rückten in den Hintergrund. Auf den Thumbnails seiner Videos ist meistens sein Gesicht zu sehen. Dieses ist an den Inhalt des Videos angepasst oder beschreibt seine Reaktion auf das Thema des Videos. Es gibt verschiedene Kooperationen mit anderen YouTubern, momentan jedoch nur selfiesandra früher KranCrafter (heute: Maxxpane) und EsKay ferner auch rewinside und Julien Bam.
Er ist seit Ende 2015 Mitglied bei Studio71. Anfang 2024 erreichte sein Kanal Laserluca 5 Millionen Abonnenten. Der Kanal hat im August 2025 5,56 Millionen Abonnenten und liegt damit auf Platz 11 der meistabonnierten YouTube-Kanäle Deutschlands.
Außerdem vertreibt er über das Unternehmen Holymesh verschiedene Merchandisingprodukte mit seinem Logo, einem Smiley, der auch je nach Kanal in verschiedenen Variationen als Logo auf YouTube dient.
Ab Februar 2021 konzentrierte sich laserluca wieder stark auf Minecraft. Die erste Staffel von Minecraft mit Luca ging von Januar bis Oktober 2021 und die zweite Staffel von November 2021 bis Januar 2022. Im November 2022 begann Luca mit dem neuen Projekt Skyblock mit Luca, welches mittlerweile beendet wurde.
Im Februar 2023 fing das Minecraft-Projekt Minecraft LUSA an. Das Vanilla-Projekt wurde auf Twitch zusammen mit der Influencerin Selfiesandra gestreamt. Das Projekt wurde nach 58 YouTube-Folgen, welche aus den Highlights bestanden, beendet.
Im Oktober 2023 setzen sie ihr modifiziertes Projekt Minecraft One Block fort. Das Format ist mittlerweile auch beendet.
Anfang 2024 änderte Scharpenberg seinen Content auf seinem Hauptkanal wieder: Er fing an, Videos in einer gemieteten Halle mit seinem Assistenten Alex (auch bekannt als alex.acht oder Alexander Acht), seinem Kameramann Yousef Alizadeh und seit Anfang 2025 zudem mit dem zweiten Kameramann Julien zu drehen, in welchen er Produkte testet, bei Unternehmen arbeitet oder mit seiner Kollegin selfiesandra Comedy-Videos dreht. Ende 2024 drehte er zusammen mit Alex und Yousef dreizehn Videos in New York, wie beispielsweise Food-Content oder, wie er Touristenattraktion besichtigt. 2025 folgten im April fünf Videos aus London und eines im Juli aus Costa Rica.

#### laserluca clips
Auf seinem Shorts-Kanal laserluca clips (früher Lucafilmt, Luca 2, Luca 3) veröffentlicht er hauptsächlich kurze Highlights seiner Minecraft-Streams. Früher wurden Vlogs und Fragen-Antworten-Videos, sogenannte Q&As, gepostet. Von 2018 bis 2023 hieß der Kanal Luca 3. Von Dezember 2018 bis März 2023 wurden keine neuen Videos mehr auf dem Kanal hochgeladen. Am 17. März 2023 wurde der Kanal in laserluca clips umbenannt und war bis Februar 2024 wieder aktiv.
Der Kanal hat 178.000 Abonnenten (Stand: 1. August 2025).

#### Lucrew
Der Kanal Lucrew wurde Anfang 2019 bei dem Versuch erstellt, 100.000 Abonnenten in einer Woche zu gewinnen. Nachdem der Kanal nach dieser Zeitspanne bereits 200.000 Abonnenten erreicht hatte, nutzte Scharpenberg den Kanal für kurze Vlogs und für künftige Zusammenschnitte von Streams. Im Frühjahr wurde der Lucrew-Kanal für Reaktionen und Challenges wie z. B. „Dieses Video endet, wenn …“ u. Ä. genutzt, mit denen Scharpenberg viel Erfolg erzielte. Seit Herbst 2020 wird der Kanal meistens für Streams und Stream-Zusammenschnitte genutzt. Der Name bezieht sich auf Scharpenbergs Community, die von ihm Lucrew genannt wird. Momentan nutzt er den Kanal für Gaming und Reactions, so spielt er momentan Supermarkt Simulator und mit seinen Angestellten und abwechselnden Freunden das Malspiel Skribbl.
Der Kanal hat 1,32 Millionen Abonnenten (Stand: 1. August 2025).

#### Dick & Doof Shorts
Zusätzlich betreibt Scharpenberg den Kanal Dick & Doof Shorts, ehemals Luca Stories, auf dem er von Januar bis August 2018 wöchentlich seine Instagram-Storys hochlud. Von Dezember 2021 bis März 2022 lud er dort kurze Ausschnitte seines Video-Podcasts Dick & Doof mit selfiesandra im Hochformat für die von YouTube angebotene Kategorie Shorts hoch. Diese sind meist dieselben, die auf der Plattform TikTok gepostet werden. Die Videos von früher sind mittlerweile nicht mehr auf dem Kanal zu finden, aber weiterhin in seinen Instagram-Story-Highlights abrufbereit.
Der Kanal hat 92.500 Abonnenten (Stand: 1. August 2025).

#### Frühere Kanäle
Scharpenbergs erster Kanal war eine gemeinsame Idee von ihm und einem Freund. Auf dem Kanal erschienen Let’s Plays von Die Sims 3 und Minecraft. Später wurden unregelmäßiger Videos hochgeladen und so trennte er sich aus dem Kanal heraus. Es sind heute keine Videos mehr auf YouTube zu finden. Kurze Zeit später folgte sein Kanal ConquerorLp, der Vorläufer seines heutigen Hauptkanals war. Dieser Kanal war nicht direkt für Minecraft gedacht, sondern entwickelte sich erst durch seinen Inhalt in diese Richtung. Um dem Zusammenspiel vom Minecraft-Thema und dem Namen nachzukommen, eröffnete er den Kanal ConCrafter, auf dem ausschließlich Minecraft veröffentlicht werden sollte. Auch von diesem Kanal sind keine originalen Videos mehr auf YouTube vorhanden.

### Podcast

#### Dick & Doof
Seit August 2019 betreibt Luca Scharpenberg mit seiner Kollegin Sandra Safiulov (auch bekannt als selfiesandra) den Comedy-Podcast Dick & Doof, der immer mittwochs erscheint. Während einem Zeitraum der COVID-19-Pandemie erschienen auch täglich Podcast-Folgen (genannt DDD, was so viel bedeutet wie „Daily Dick & Doof“). Auch in der Adventszeit 2020 startete das Duo ein Podcast-Special mit täglichen Folgen. Bis 2023 war der Podcast bei Spotify unter Vertrag; Mitte 2023 erfolgte ein Wechsel zu RTL+. Seit dem 8. Oktober 2021 wird der Podcast zudem als Video-Podcast produziert. Erst hatten Scharpenberg und Safiulov ein eigens eingerichteten Raum in einem großen Studio. Ab Anfang 2024 wurde der Podcast in Scharpenbergs Halle produziert, wo er auch seine Youtube-Videos dreht. Anfangs auf einem Sofa mit Deko im Hintergrund, seit Mai 2025 in einer für den Podcast angefertigten Hütte, die in Scharpenbergs Halle aufgebaut wurde.

### Instagram

#### laserluca
Scharpenberg betreibt einen Instagram-Account namens laserluca mit 4,1 Millionen Followern (Stand: 1. August 2025).

#### dickunddoof
Parallel zum Podcast betrieb Luca vom 13. Dezember 2019 bis zum 7. Oktober 2021 den Account, auf dem er mit den Zuhörer Bilder während der Aufnahme, angesprochene Themen oder lustige Zitate der Folge teilte. Mit dem Start des Video-Podcasts erübrigte sich dieser Kanal. Von Dezember 2021 bis März 2022 wurden dort parallel zu TikTok und YouTube Shorts Highlights hochgeladen. Der Kanal hat 381.000 Follower (Stand: 1. August 2025).

### TikTok

#### laserluca
Seit dem 16. September 2016 betreibt er den TikTok-Account laserluca, welcher mittlerweile 3,8 Millionen Follower hat (Stand: 1. August 2025).
lucrew
Sein Zweitkanal, auf dem seit dem 22. Juni 2022 Videos erscheinen, hat 375.000 Follower (Stand: 1. August 2025).

#### dickunddoof
Luca Scharpenberg betreibt seit dem 14. Oktober 2021 zusammen mit seiner Podcast-Partnerin Sandra Safiulov den Account, auf dem alle Highlights des Podcast veröffentlicht werden. Er umfasst 935.000 Follower (Stand: 1. August 2025).

### Twitch
Im Januar 2023 begann er wieder mit regelmäßigen Twitch-Livestreams, wo er unter anderem das Minecraft-Projekt Minecraft LuSa mit selfiesandra, einer langjährigen Freundin, begann. Die Twitch-Ära ist mittlerweile wieder eingestellt. Er hat über 260.000 Follower (Stand: 1. August 2025).
Snapchat
Er hat einen Snapchat-Account mit 704.000 Followern (Stand: 1. August 2025).
Luca vs. Sandra
Anfang 2025 ist auf RTL+ die dreiteilige Serie herausgekommen, in der sich Luca und selfiesandra gegenseitig Challenges gestellt haben.

## Kritik
Im Dezember 2018 kam Luca wegen seiner schwarz gefärbten „Luca-Pizza“ in Kritik, weil diese wegen enthaltener Plastikstücke zurückgerufen wurde.

## Privates
Scharpenberg absolvierte das Abitur auf dem Einstein-Gymnasium in Rheda-Wiedenbrück und studierte Marketing-Management. Er hat eine Schwester namens Sara, die vier Jahre jünger als Laserluca ist. Er lebt in Köln und hat eine Wohnung in Hamburg.

## Auszeichnungen
- Zweiter Platz beim 43. internationalen Jugendwettbewerb „Entdecke die Vielfalt: Natur gestalten!“ für den Kurzfilm Umweltpolizei[43][44] (mit Roman Disselkamp und Frederik Kraska)
- Klimaschutzpreis 2013 für den Kurzfilm Umweltpolizei[45]

## Auftritte und Teilnahmen
- 2015: Virtuelle Bundesliga[46]
- 2016: Synchronsprecher für Anthony Padilla (als Hal) im Film Angry Birds[47]
- 2016: Die große ProSieben Völkerball Meisterschaft
- 2020: Mask Off
- 2022: Wok-WM
- 2024: Motorgames by Papaplatte
- 2025: Verstehen Sie Spaß?

## Publikationen
Das am 24. September 2015 veröffentlichte Buch ConCrafter – Neue Minecraft-Facts und Commands erschien in einer Auflage von 45.000 Exemplaren und war bereits nach zwei Tagen ausverkauft. Es erreichte Platz 4 der Buchreport-Bestsellerliste „Sachbuch/Taschenbuch“.
Das im Dezember 2017 veröffentlichte Buch Hallo, mein Name ist Luca stieg auf Platz 3 der gleichnamigen Bestsellerliste ein.
- ConCrafter: Neue Minecraft-Facts und Commands: – + Seeds, Mods, Shader, PvP-Strategien. Fischer Kinder- und Jugendtaschenbuch, Frankfurt am Main 2015, ISBN 978-3-7335-0201-0.
- ConCrafter: Hallo, mein Name ist Luca. Fischer Kinder- und Jugendtaschenbuch, Frankfurt am Main 2017, ISBN 978-3-7335-0382-6.